# 朗比奇 (明尼蘇達州)
朗比奇（英語：Long Beach）是一個位於美國明尼蘇達州波普縣的城市。

## 人口
根據2020年美國人口普查的數據，朗比奇的面積為4.03平方千米，當中陸地面積為3.69平方千米，而水域面積為0.34平方千米。當地共有人口338人，而人口密度為每平方千米84人。